# Cérvix
O colo do útero ou cérvix uterino (ou cérvice) é a parte inferior do útero no sistema reprodutivo feminino da maioria dos mamíferos, incluindo humanos. O colo do útero geralmente tem de 2 a 3 cm de comprimento (aproximadamente 1 polegada) e é aproximadamente cilíndrico em forma, o que muda durante a gravidez. O estreito canal cervical central percorre todo o seu comprimento, conectando a cavidade uterina e o lúmen da vagina. A abertura para o útero é chamada de óstio interno, e a abertura para a vagina é chamada de óstio externo. A parte inferior do colo do útero, conhecida como porção vaginal do colo do útero (ou ectocérvice), projeta-se para o topo da vagina. O colo do útero humano tem sido documentado anatomicamente desde pelo menos a época de Hipócrates, há mais de 2 000 anos.
O canal cervical é uma passagem pela qual os espermatozoides devem viajar para fertilizar um óvulo após a relação sexual. Vários métodos de contracepção, incluindo tampões cervicais e diafragmas cervicais, têm como objetivo bloquear ou impedir a passagem de espermatozoides através do canal cervical. O muco cervical é utilizado em vários métodos de conscientização da fertilidade, como o Modelo Creighton e o método Billings, devido às suas alterações na consistência ao longo do período menstrual. Durante o parto vaginal, o colo do útero deve aplainar e dilatar para permitir que o feto progrida ao longo do canal de parto. Parteiras e médicos usam a extensão da dilatação do colo do útero para auxiliar na tomada de decisões durante o parto.
O canal cervical é revestido por uma única camada de células em forma de coluna, enquanto o ectocérvice é coberto por várias camadas de células cobertas com células planas. Os dois tipos de epitélio se encontram na junção escamocolunar. A infecção pelo vírus do papiloma humano (HPV) pode causar alterações no epitélio, o que pode levar ao câncer do colo do útero. Testes de citologia cervical podem frequentemente detectar o câncer do colo do útero e seus precursores, e possibilitar o tratamento precoce bem-sucedido. Formas de evitar o HPV incluem evitar relações sexuais, usar preservativos e vacinação contra o HPV. As vacinas contra o HPV, desenvolvidas no início do século XXI, reduzem o risco de câncer do colo do útero ao prevenir infecções pelas principais cepas do HPV causadoras de câncer.